# Lartolaiets
Els lartolaiets o lartolaietes (en grec, Λαρτολαιηταί) foren un poble ibèric de la part nord-oriental de la Tarraconensis. Solament els cita Estrabó, que els menciona amb els laietans, cosa que porta a pensar que bé eren part d'aquest poble, bé eren molt pròxims a aquest poble o bé es tracta simplement de dos termes per referir-se a la mateixa cosa. També existeix la interpretació que es tracta d'una corrupció d'un hipotètic * ilerdolaietes o ilergolaietes, de manera que es tractaria d'una mescla de laietans i ilergets o ilerdencs (la capital del territori ilerget).